# Friedrich von Bockelberg-Vollard
Friedrich Emil Alfred „Fritz“ von Vollard-Bockelberg, seit 1907 Friedrich von Bockelberg-Vollard (* 17. Mai 1851 in Schönow, Kreis Sternberg; † 28. Juli 1919 ebenda) war ein preußischer Verwaltungsbeamter und Landrat.

## Leben
Die Vorfahren stammen aus Niedersachsen und wurden als von Bockelberg mit von Vollard-Bockelberg sowie von Bockelberg nobilitiert, unterscheiden sich in zwei große Familienlinien, sind genealogisch eine Familie und bedienen sich teils unterschiedlicher Schreibweisen. Den preußischen Adelsstand erhielt der Rittmeister Johann Heinrich Friedrich von Bockelberg am 1. Dezember 1736, verheiratet mit Maria Elisabeth von Flörcke-Mischen.
Seine Eltern waren Alfred von Vollard-Bockelberg (1824–1864), preußischer Rittmeister, und Emilie Finck von Finkenstein (1825–1894). 1849 erfolgte die Namens- und Wappenvereinigung für Preußen als von Vollard-Bockelberg. Fritz von Bockelberg-Vollard war Erbe und Besitzer des 797 ha großen Rittergutes Schönow und Kreisdeputierter. Das Gut war über viele Jahrzehnte mit einem Kredit beim Kur- und Neumärkisches Ritterschaftliches Kreditinstitut belastet. Seit 1890 amtierte er als Landrat im Kreis Oststernberg der Provinz Brandenburg bis 1899 und erneut von 1907 bis zu seinem Tod 1919. Bockelberg-Vollard galt als sehr vermögend und fand Erwähnung im Deutschen Millionär Adressbuch.
Friedrich von Bockelberg-Vollard war schon vor 1906 Abgeordneter für den Kreis Ost-Sternberg im Wahlkreis 5 Frankfurt/Oder im Preußischen Abgeordnetenhaus. Er wohnte zu dieser Zeit im Hotel Kaiserhof. Zudem war er nichtständiges Mitglied der Landwirtschaftlichen Unfallversicherung. Die preußische Genehmigung zu seiner Namensführung stammt vom Sommer 1907. Zum Gut Schönow mit Wilhelmsfelde gehörte 1914 eine Ziegelei und eine Braunkohlengrube.
Er war verheiratet mit Cäcilie von Bojanowski (1859–1941), das Ehepaar hatte keine Nachfahren. Der preußische Generalmajor Egon von Vollard-Bockelberg (1849–1937) und Wilhelm von Vollard-Bockelberg (1854–1925), preußischer Generalleutnant, waren seine Brüder. Alfred von Vollard-Bockelberg war sein Neffe.